# Hanns-Jörn Weber
Hanns-Jörn Weber (* 16. Dezember 1941 in Bromberg; † 17. Februar 2021) war ein deutscher Schauspieler. Neben seinem langjährigen Engagement am Staatsschauspiel Dresden hatte er Nebenrollen in Fernsehproduktionen, so in einigen Episoden der Serie Polizeiruf 110 und Tatort. Außerdem war er als Hörspielsprecher tätig.

## Leben
Weber legte 1963 nach einem abgebrochenen Studium an der Babelsberger Filmhochschule sowie anschließendem privatem Schauspielunterricht die Bühnenreifeprüfung ab und hatte seit 1961 Bühnenengagements, zunächst am Harzer Bergtheater sowie bis 1963 bei den Städtischen Bühnen Quedlinburg. Es folgten Engagements beim Mecklenburgischen Staatstheater Schwerin (1963–1967) und bei den Bühnen der Stadt Magdeburg (1967–1970), bis er ab 1970 ein Engagement am Staatsschauspiel Dresden erhielt, wo er bis 2007 zum festen Ensemble gehörte. Seitdem hatte er in Dresden ein Gastengagement. 
Auf der Bühne verkörperte Weber neben vielen anderen Rollen die Figuren des Tempelherrn in Nathan der Weise, des Präsidenten von Walter in Kabale und Liebe sowie des Peachum in der Dreigroschenoper. Als Fernsehschauspieler war Weber mit Gastrollen in Produktionen wie Sachsens Glanz und Preußens Gloria (1983/1984) als Graf von Watzdorf vertreten.

## Theater
- 1971: Othello, Cassio, Staatsschauspiel Dresden

## Filmografie

### Fernsehproduktionen
- 1971: Anlauf (Fernsehfilm)
- 1977: Absage an Viktoria (Fernsehfilm)
- 1979: Karl Marks. Molodye gody
- 1980: Die Heimkehr des Joachim Ott (Fernsehfilm)
- 1980: Kunstraub
- 1980: Meines Vaters Straßenbahn (Zweiteiler)
- 1981: Polizeiruf 110: Auftrag per Post (Fernsehreihe)
- 1983: Sachsens Glanz und Preußens Gloria
- 1986: Ernst Thälmann (Fernsehfilm)
- 1989: Die gläserne Fackel (Fernsehmehrteiler)
- 1989: Der Staatsanwalt hat das Wort – Noch nicht zu Hause
- 1989: Polizeiruf 110: Trio zu viert
- 1990: Polizeiruf 110: Der Tod des Pelikan
- 1990: Polizeiruf 110: Zahltag
- 1990: Albert Einstein (Zweiteiler)
- 1991: Das Mädchen aus dem Fahrstuhl
- 1992: Karl May
- 1994: Elbflorenz (TV-Serie, 2 Folgen)
- 2003: Tatort: Rotkäppchen (Fernsehreihe)
- 2004: Tatort: Abseits
- 2007: Tatort: Die Falle

### Kinoproduktionen
- 1970: He, Du!
- 1976: Beethoven – Tage aus einem Leben
- 1985: Besuch bei van Gogh
- 1989: Prinz Irregang und Jungfer Miseri (Trickfilm, als Sprecher)

## Hörspiele
- 1982: Peter Hacks: Das Windloch – Geschichten von Henriette und Onkel Titus (Stein) – Regie: Fritz Göhler (Kinderhörspiel – Litera)
- 1985: Brigitte Reimann: Franziska Linkerhand (Wilhelm) – Regie: Walter Niklaus (Hörspiel – Rundfunk der DDR)
- 1989: Heidrun Loeper: Der Prinz von Theben in Berlin (Gottfried Benn) – Regie: Barbara Plensat (Hörspiel – Rundfunk der DDR)
- 2001: Józef Ignacy Kraszewski: Gräfin Cosel (La Haye) – Regie: Walter Niklaus (Hörspiel (5 Teile) – MDR)

## Einzelbelege
1. ↑  mdr Kultur vom 19. Februar 2021: Staatsschauspiel Dresden. Dresdner Schauspieler Hanns-Jörn Weber gestorben, abgerufen am 19. Februar 2021
2. ↑  Sächsische.de vom 18. Februar 2021 Feuilleton: Schauspieler Hanns-Jörn Weber ist tot, abgerufen am 20. Februar 2021

| Personendaten    | Personendaten                             |
| ---------------- | ----------------------------------------- |
| NAME             | Weber, Hanns-Jörn                         |
| KURZBESCHREIBUNG | deutscher Bühnen- und Fernsehschauspieler |
| GEBURTSDATUM     | 16. Dezember 1941                         |
| GEBURTSORT       | Bromberg                                  |
| STERBEDATUM      | 17. Februar 2021                          |